# Pseudococculina rimula
Pseudococculina rimula is een slakkensoort uit de familie van de Pseudococculinidae. De wetenschappelijke naam van de soort is voor het eerst geldig gepubliceerd in 2003 door Simone & Cunha.